# Айюб Хан, Мухаммед
Муха́ммед Айю́б Хан (англ. Ayub Khan, урду محمد ایوب خان‎; 14 мая 1907[…], Рехана, Британская Индия — 19 апреля 1974[…], Равалпинди, Пенджаб) — пакистанский государственный, военный и политический деятель, главнокомандующий вооружёнными силами и президент Пакистана с 1958 по 1969 годы.

## Биография
Родился в городе Харипуре; по этнической принадлежности пуштун.
Когда в 1947 году был создан Пакистан, Айюб Хан возглавил вооружённые силы в Восточном Пакистане (ныне Бангладеш).
Потомственный военный, отец Мухаммеда служил в британской армии в чине субедар-майора. Закончил Мусульманский университет в Алигархе, затем Королевское военное училище (Великобритания). К моменту обретения Пакистаном независимости был самым старшим по званию мусульманским офицером.
В 1951 году был назначен главнокомандующим пакистанской армией.
С 1954 по 1956 год занимал пост министра обороны и министра внутренних дел. 
7 октября 1958 года по приказу президента Искандера Мирзы осуществил военный переворот, в ходе которого было распущено правительство Фероза Хан Нуна. После переворота Мирза назначил его главой Администрации военного положения. Однако уже 27 октября 1958 года Айюб Хан вынудил Мирзу подать в отставку и покинуть страну, после чего сам был провозглашён новым президентом Пакистана, одновременно возглавив и правительство страны.
В 1960 году легитимизировал своё нахождение во главе государства с помощью референдума. В 1962 году была принята новая Конституция, превратившая Пакистан в президентскую республику. По новому основному закону полномочия главы правительства официально перешли к президенту, а пост премьер-министра был упразднён.
В 1965 году Айюб Хан был переизбран на пост президента коллегией выборщиков, получив 62,43 % голосов. Его единственный оппонент — Фатима Джинна, сестра основателя независимого Пакистана Мухаммада Али Джинны, получила 35,86 % голосов.
На посту главы государства Мухаммед Айюб Хан инициировал Вторую индо-пакистанскую войну, проводил проамериканскую внешнюю политику, именно в его правление состоялось вступление Пакистана в Багдадский пакт, потом СЕНТО и СЕАТО. Проводил политику ускоренного экономического роста и умеренной земельной реформы. Добился принятия второй пакистанской конституции, ограничившей политическую жизнь рамками так называемых «основных демократических прав».
В марте 1968 года Айюб Хан тяжело заболел и утратил политический контроль над страной. В марте 1969 года он был вынужден уйти в отставку под давлением политической оппозиции, передав власть генералу Яхья Хану.